# The Essential Alice in Chains
The Essential Alice in Chains é uma compilação em 2 CDs por Alice in Chains. Foi originalmente programada para ser lançada em 30 de Março de 2004, mas atrasada até 5 de Setembro de 2006, após a reunião dos membros sobreviventes da banda.

## Faixas

### Disco 01
1. "We Die Young" – 2:33
2. "Man in the Box" – 4:47
3. "Sea of Sorrow" – 5:51
4. "Love, Hate, Love" – 6:29
5. "Am I Inside" – 5:09
6. "Brother" – 4:29
7. "Got Me Wrong" – 4:12
8. "Right Turn" – 3:15
9. "Rain When I Die" – 6:03
10. "Them Bones" – 2:31
11. "Angry Chair" – 4:49
12. "Dam That River" – 3:11
13. "Dirt" – 5:17
14. "God Smack" – 3:51
15. "Hate to Feel" – 5:17
16. "Rooster" – 6:16

### Disco 02
1. "No Excuses" – 4:16
2. "I Stay Away" – 4:14
3. "What the Hell Have I" [Remix] – 3:54
4. "A Little Bitter" [Remix] – 3:48
5. "Grind" – 4:46
6. "Heaven Beside You" – 5:30
7. "Again" – 4:05
8. "Over Now" [Unplugged Version] – 5:57
9. "Nutshell" [Unplugged Version] – 4:32
10. "Get Born Again" – 5:25
11. "Died" – 5:58
12. "Would?" – 3:28

## Paradas
| Parada (2006) | Posição |
| ------------- | ------- |
| Billboard 200 | 139     |